# Переход через Рейн
Переход через Рейн (фр. Le passage du Rhin) — драматический фильм 1960 года, поставленный французским режиссёром Андре Кайатом. Фильм получил Золотого льва — главный приз 21-го Венецианского международного кинофестиваля 1960 года.

## Сюжет
По окончании Второй мировой войны герои фильма, подмастерье у пекаря Роже (Шарль Азнавур) и журналист Жан (Жорж Ривьер), не были интернированы. Они провели войну в немецком селе, работая у местных жителей. Жан сбегает из этого тихого плена, воспользовавшись помощью дочери бургомистра. Добросовестный Роже не хочет навлечь неприятности на людей, что по-человечески отнеслись к нему, и остаётся до окончания войны в Германии.
Жан возвращается в Париж героем, он снова работает в родной газете, что была в дни оккупации органом Сопротивления, собирается жениться на своей давней возлюбленной. Однако, он видит, что Флоранс (Николь Курсель) изменилась, живёт в роскоши, немыслимой для военных лет и неожиданной для Жана. Коллеги объясняют ему появление этого богатства: Флоранс была любовницей шефа гестапо. Теперь, если Жан женится, редакция будет вынуждена отказаться от сотрудничества с ним. После тяжёлых душевных мук Жан в конце концов выбирает любовь и отставку, не зная, что и Флоранс предоставила ему свободу — покинула его навсегда. Для Роже возвращение на родину после войны также оказывается призрачным, супружеская жизнь — в тягость, приобретённая свобода — безрадостна. Он решает снова пересечь Рейн, чтобы жить в Германии, у женщины, которую полюбил. Жан помогает ему достать необходимые документы и провожает до пограничного моста.

## В ролях
- Шарль Азнаву́р
- Николь Курсель
- Бернар Мюссон